# 川崎重工-中車四方C151C型電力動車組

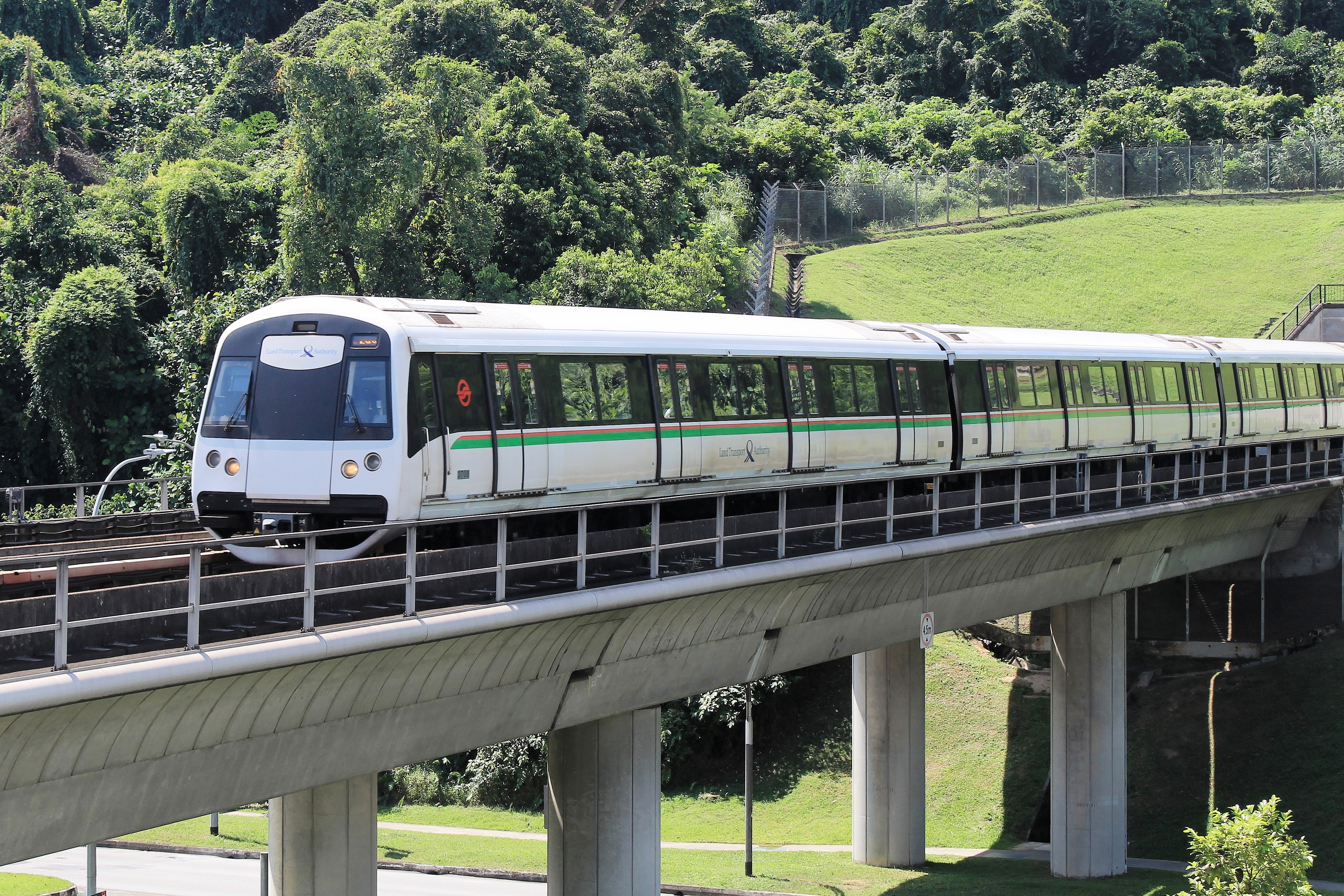
C151C型列車正駛入武吉巴督站

川崎重工-中車四方C151C型電力動車組（英語：Kawasaki Heavy Industries & CRRC Qingdao Sifang C151C）是於新加坡地鐵（MRT）南北線上運營的第六代電聯車，列車由川崎重工業（KHI）和中車青島四方合組的財團依據151C合約而建造。
局方一共購置了12列列車。該批列車於2017～2019年間運抵，經一系列調試工作後，於2019年全面投入服務。首列列車於2017年10月27日運抵。列車的內部設計於2018年2月28日，於大士車廠亮相，當中展示了兩列列車。這除了令南北、東西二線上營運的列車數量由先前的186列增至198列外，亦增至二線最初開通時的三倍。
首3列C151C型列車於2018年9月30日，在南北線投入載客服務行列。

## 投標
151C合約下的列車投標程序於2015年5月14日結束，合共收到3份標書。陆路交通管理局將所有標書列入候選名單，並於同年9月22日公佈有關結果。川崎重工業贏得有關合約，情況與C151A和C151B相似。
| 序號 | 投標者名稱                                                                      | 金額（新加坡元）       |
| ---- | ------------------------------------------------------------------------------- | ---------------------- |
| 1    | 中车株洲电力机车有限公司                                                        | 134,608,695.70         |
| 2    | 川崎重工業有限公司／川崎重工業（新加坡）私人有限公司 & 中车青岛四方机车车辆財團 | 136,800,000.00（替代） |
| 3    | 現代Rotem                                                                       | 136,799,928.00         |

## 設計
C151C是新加坡地鐵系統中首款（亦曾為唯一一款）配置可摺叠式座位（tip-up seats）的列車，直至2021年4月，第二批CT251型列車隨汤申－东海岸线第二期開通而同步投入服務後，記錄方被打破。
C151C保留了早期C151B型列車的設計與規格，但車身採用了與C951型列車同款的新版陸路交通管理局標誌與塗裝，包括於車身塗上黑、白二色背景色，並飾有綠、紅二色飾帶。
C151C是第二款裝設STARIS 2.0的列車。該系統包括兩個可展示乘客資訊（travel information）及廣告的液晶顯示屏。有關乘客資訊包括將停靠的車站、關門警示及車站附近景點。
C151C採用一款經改進的集電器裝置，若任何集電靴從轉向架上脫落，該裝置可將有關事宜報告予列車綜合管理系統（Train Integrated Management System，TIMS）。

## 設備

### 主推進裝置
C151C型列車是第五款由日本製造的通勤型電力動車組（EMU），其電力系統完全由富士電機生產。推進器由帶有兩級IGBT半導體控制器的VVVF變頻器控制，功率為415千伏特。每個變頻器單元控制一個轉向架（1C2M）上的兩個馬達，而每一個動力車廂內均設有兩個這樣的單元。馬達採用三相交流感應式設計，型號為MLR109，最大輸出功率為140千瓦。

## 列車編組
用於營運的C151C型列車，其編組方式為DT-M1-M2-M2-M1-DT。
| C151C型列車車卡組合註解 | C151C型列車車卡組合註解 | C151C型列車車卡組合註解 | C151C型列車車卡組合註解 | C151C型列車車卡組合註解 | C151C型列車車卡組合註解 | C151C型列車車卡組合註解 |
| 車種                    | 駕駛室                  | 馬達                    | 集電靴                  | 長度                    | 長度                    | 輪椅停放區              |
| 車種                    | 駕駛室                  | 馬達                    | 集電靴                  | 毫米                    | 英制單位                | 輪椅停放區              |
| ----------------------- | ----------------------- | ----------------------- | ----------------------- | ----------------------- | ----------------------- | ----------------------- |
| DT                      | ✓                       | ✗                       | ✓                       | 23,830                  | 78英尺2.2英寸           | ✗                       |
| M1                      | ✗                       | ✓                       | ✓                       | 22,800                  | 74英尺9.6英寸           | ✗                       |
| M2                      | ✗                       | ✓                       | ✓                       | 22,800                  | 74英尺9.6英寸           | ✓                       |

列車的車廂編號為x701～x724，當中x取決於車廂類型。每個車廂均獲編配一個四位數字的序列號。一列完整的六節車廂列車包括兩組相同的車卡組合，即一節駕駛室拖卡（DT）和兩節動力車廂（M1 & M2），並永久結合。例如，705/706編組包含3705、1705、2705、2706、1706及3706號車廂。
- 千位數代表車廂編號，當中首節車廂為3、第二節為1，第三節則為2。
- 百位數必定為7。
- 十位、個位數為列車識別編號。一列完整長度的六節編組列車有兩個不同的識別編號。例如：705/706（正常編組）或705/720（混合編組，cross-coupling）。
  - 川崎重工業和中車青島四方負責製造701～724編組。

## 對財團的懷疑
局方將C151C號全包合約（turnkey contract）批出予川崎重工-南車四方財團的決定於新加坡當地曾短暫被政治化，其時，由同一財團負責生產、簇新的C151A型列車於2016年7月5日被揭發出現缺陷。此前，時任工人黨黨員嚴燕松透過官方Facebook帖文發表評論，質疑陆路交通管理局於2015年，將後續合約（尤其是C151C及T251型鐵路車廂〔rail cars〕的設計和供應）批出予上述財團的決定；縱使陆路交通管理局和營運商SMRT地铁早於2013年已承認C151A型列車的裂紋缺陷。

## 事故
鐵路公司最初僅安排兩列該型號列車於2018年9月30日投入載客行列，並服務南北線。然而，其中一列列車在投入服務後不足一小時遇上訊號故障，事後為預防起見，該列列車駛回碧山車廠。其後，鐵路公司隨即派出一列後備列車，以取代肇事列車。